# Berberis hemsleyi
Berberis hemsleyi är en berberisväxtart som beskrevs av John Donnell Smith. Berberis hemsleyi ingår i släktet berberisar, och familjen berberisväxter. Inga underarter finns listade i Catalogue of Life.